# Syndikalism
Syndikalism är en rörelsesocialistisk gren av arbetarrörelsen som – till skillnad från reformismen och andra statssocialistiska grenar – ser den öppna klassorganisationens idé i form av fackföreningar som det huvudsakliga verktyget för såväl tillvaratagandet av arbetarnas intressen som för omvandlingen av samhället i frihetlig socialistisk riktning. Genom bildandet av självbestämmande fackföreningar (kallade driftsektioner) – som är tänkt att samla alla arbetare på arbetsplatserna oavsett yrke – avser syndikalismen verka för bättre villkor för arbetarklassen i nuet, samtidigt som dessa föreningar utgör grunden för en framtida förvaltning av produktionen i sin helhet. Detta brukar kallas syndikalismens "dubbla uppgift". Syndikalismen betonar vidare arbetarklassens egen styrka och förordar direkt aktion för uppnåendet av sina mål, snarare än att förlita sig på staten och politiska partier.

Syndikalistisk flagga.

## Syndikalistiska principer
Syndikalismens grundprinciper är klassolidaritet, direkt aktion och självförvaltning. Klassolidaritet innebär att alla arbetare är varandras jämlikar i produktionsprocessen, oavsett vilket kön eller vilken etnisk grupp personen tillhör. Mot arbetarna ställs företagsägarna (som går under namnet arbetsköpare vilket är synonymt med arbetsgivare). Dessa två positioner ses stå i konstant konflikt i det kapitalistiska samhället, en klasskonflikt (se klasskamp). Syndikalismens strävan är att arbetarna alltid ska ställa upp för varandra (arbetarsolidaritet) mot arbetsgivarna i klasskonflikten.
För att på kort och lång sikt vinna mot arbetsgivarna använder sig syndikalister av direkt aktion – det vill säga att man handlar själva och inte låter sig representeras av något ombud, politiker eller liknande. Denna metod, till skillnad från den representativa där man väljer sina företrädare, ses som en nödvändighet för att arbetstagarna ska kunna befria sig.
Man anser att arbetstagarnas organisationer – de organisationer som kämpar mot lönesystemet (LO räknas inte hit eftersom de inte har en antikapitalistisk agenda) – och som i slutänden ska utgöra grunden för övertagandet av samhället, bör undvika samarbeten med politiska organisationer. Anställda och arvoderade skall ha begränsade mandat för att undvika att ett för stort inflytande från enskilda individer skall leda till korruption.
Rudolf Rocker – en av de mer kända syndikalistiska teoretikerna – organiserade många judiska invandrade arbetare i East End i London och ledde även en strejk bland textilarbetare 1912. 1938 skrev han en pamflett som förklarade rörelsens ursprung, vad den ville och dess framtid. I sin artikel Anarkism och syndikalism menar Rocker att den syndikalistiska fackföreningsrörelsen framförallt har två syften:
- Att föra fram och kämpa för krav som höjer arbetarnas livskvalitet
- Att utbilda arbetarna i produktionen och förbereda dem inför att ta makten över produktionsmedlen och forma samhället efter frihetligt socialistiska principer.

Med andra ord: att lägga grunden till det nya samhället.

## Självbestämmande på arbetsplatsen
Syndikalismen ser arbetarnas självbestämmande i egna angelägenheter som en viktig och grundläggande princip för den dagliga kampen för bättre villkor. Detta dels då arbetarna på en plats själva är de som bäst vet hur denna kamp bör föras, vilka metoder som är lämpliga när, och så vidare. Dessutom innebär det att i dagens samhälle tillsammans ta ansvar för sin egen och arbetskamraternas situation och för att förbättra den, att man både lär sig och tränar sig i det självansvar som krävs för att överta förvaltningen av arbetsplatsen och samhället.
Syndikalismen syftar till arbetarnas övertagande av produktionsmedlen. Detta innebär exempelvis att i det framtida frihetligt socialistiska samhället kommer samtliga anställda på en fabrik tillsammans fungera som fabrikens ägare, eller lämpligare uttryckt dess förvaltare. Beslut om produktion, arbetsförhållanden och arbetsmiljö fattas demokratiskt av de som berörs av beslutet. Mindre inköp till en avdelning behöver inte beslutas av hela fabriken, men vad gäller vad som ska tillverkas när och i vilken mängd så avgörs detta av samtliga arbetare på arbetsplatsen. Chefer och andra ledningsbefattningar antingen väljs ur de egna leden eller anställs utifrån. Större beslut bör också fattas i samarbete med andra fabriker i samma bransch samt i samråd med konsument- och andra berörda organisationsinstanser.

## Demokrati och federalism
Syndikalismen ser representativ demokrati och parlamentarism som otillräckligt för att garantera människor möjlighet till fullt inflytande över sina liv och det samhälle de lever i. I stället ses en kombination av direktdemokrati och federalism som en bättre modell för såväl politisk, social och ekonomisk demokrati, som garanterar individen största möjliga inflytande och delaktighet i samhället. I korthet innebär denna modell att "beslut skall fattas av de som berörs av det".
Den syndikalistiska synen på demokrati innebär också en långt gången decentralisering av beslut och samhällsstyre. Utöver att garantera individens inflytande innebär detta också att mindre utrymme ges åt byråkrati och korruption. Detta då beslutsprocesser förenklas och förankras genom att de människor som påverkas är de som har bäst kännedom om förutsättningarna för den aktuella frågan.
I stället för att överföra makten från en central styrelse till en större församling inom organisationen för omröstning utövas demokratin i det syndikalistiska systemet i intressegrupper uppdelade efter såväl geografisk som industriell, kulturell eller annan funktionell natur. Det område för vilket beslut ska fattas förminskas, och beslutanderätten förs alltså inte bara över till territoriella (geografiskt avgränsade) organisationer utan också till intressesfärer i samhället som skär igenom alla territoriella organisationer.

## Historia
Syndicalisme / Sindicalismo är ett franskt/spanskt ord, där syndikatet refererar till en fackförening. Mer moderata fackföreningar (se reformism) överskuggades av revolutionära sådana under tidigt 1900-tal, som förespråkade direkt aktion och avskaffandet av staten såväl som kapitalismen, vilka skulle ersättas av de fackliga organisationerna. Syndikalismen är idag historiskt mest ihågkommen för dess ledande roll i Spanien under tiden kring spanska inbördeskriget, men var under första halvan av 1900-talet en inflytelserik rörelse i stora delar av världen, såsom i den amerikanska organisationen Industrial Workers of the World (IWW), Unione Sindacale Italiana (USI) – den italienska syndikalistunionen – och svenska Sveriges Arbetares Centralorganisation (SAC).
Med början i den första internationalen utvecklades under slutet av 1800-talet det som senare skulle bli känt som syndikalism. Den franska syndikalistiska fackliga centralorganisationen Confédération Générale du Travails (CGT) bildades 1895, och utvecklade under de följande åren grunderna i den organisatoriska strukturen och metoderna för syndikalism, något som påverkade arbetarrörelsen världen över. CGT var uppbyggt kring modellen för Bourse de Travail (arbetsbörsen), en lokal organisation för och av arbetare som skulle uppmuntra självutbildning och solidaritet, samt underlätta kommunikation mellan lokala branschorganisationer (i Sverige kallat "syndikat"). Genom en generalstrejk skulle arbetarna ta kontrollen över industrin och samhällstjänsterna och självstyra dessa, för att kollektivt bestämma produktion och konsumtion genom arbetsbörserna. Syndikalismens "dubbla uppgift" i nuet och för framtiden föreskrevs för första gången på CGTs kongress 1906.
Sveriges Arbetares Centralorganisation (SAC), grundad 1910, är ett exempel på en fackförening influerad av CGT. Dock har SAC – likväl som övriga syndikalistiska organisationer runt om i världen – utvecklats och utformats efter lokala förutsättningar och erfarenheter. Internationella Arbetarassociationen (IAA) bildades 1922 och är en syndikalistisk fackföreningsinternational, som vid sin höjdpunkt anslöt medlemsföreningar som tillsammans representerade miljontals arbetare världen över. I och med fascismens och statssocialismens segertåg över världen i samband med andra världskriget reducerades såväl antalet syndikalistiska organisationer som antalet till dessa anslutna arbetare. Syndikalismen är idag ett mindre dominant men fortfarande livaktigt inslag i världens fackföreningsrörelser.

## Syndikalism och arbetarepartier
Syndikalismen tar ingen del i de så kallade "arbetarpartiernas" verksamhet, inom eller utanför parlamentet. Dessa anses dysfunktionella i klasskampen och oförmögna att införa socialism. Detta dels då partierna är öppna för arbetarnas motpart i klasskampen (chefer, företagsägare, politiker och offentliga chefer), men slutna för arbetare som inte skriver under på partiernas olika åsiktsprogram, och dels då partierna har en historia av att försöka styra fackföreningar ovanifrån och så split mellan arbetare på arbetsplatserna. Medan arbetarpartier ansluter medlemmar kring ett eller annat åsiktsprogram, bygger syndikalismen öppna klassorganisationer för alla lönearbetare utom cheferna. Öppenheten innebär att man inte kan utestängas på grund av "osyndikalistiska åsikter" utan bara om man i sitt handlande motarbetar arbetarklassens intressen.
Syndikalismen hävdar också att arbetarpartier som griper den politiska makten över staten visserligen är förmögna att förvalta klassamhället (eller införa nya klassamhällen) men inte att avskaffa klassamhället. Denna uppgift är i stället en i första hand ekonomisk sådan, och måste genomföras av de arbetande massornas ekonomiska organisationer.

## Syndikalism och anarkosyndikalism
Även om begreppen anarkosyndikalism och revolutionär syndikalism internationellt ofta används omväxlande, användes den anarkosyndikalistiska etiketten inte allmänt förrän början av 1920-talet, då Sam Mainwaring myntade begreppet.
| ” | Svenska, översättning: Termen anarkosyndikalist kom i allmänt bruk först 1921–1922, när den användes som en nedsättande term i polemiken av kommunister gentemot de ... som motsatte sig ökad kontroll över syndikalismen från kommunistpartiernas sida. Engelska, original: The term ‘anarcho-syndicalist’ only came into wide use in 1921-1922 when it was applied polemically as a pejorative term by communists to any syndicalists…who opposed increased control of syndicalism by the communist parties. | „ |

Ett vanligt missförstånd är att fackföreningar som kallar sig anarkosyndikalistiska är föreningar endast för anarkister. Spanska CNT reder ut och klargör saken på följande sätt.
| ” | Svenska, översättning: CNT är inte en anarkistisk organisation. Detta är något vi måste vara tydliga med. (…) [Anarko]-syndikalism har plats för att låta människor av många olika ideologiska övertygelser samverka: marxister, kristna, anarkister... det enda som krävs av dem är att de är arbetare. Anarkistiska organisationer består med nödvändighet uteslutande av anarkister. (…) [Anarko]-syndikalism förväntar sig inget mera av sina medlemmar än att de är arbetare och att de respekterar organisationens struktur. Engelska, original: The CNT is not an anarchist organization. This is something which must be made clear. (…) Anarcho-syndicalism permits the coexistence within it of people of various ideologies: marxists, christians, anarchists... it only requires that they be workers. Anarchist organizations are necessarily formed only of anarchists. (…) Anarcho-syndicalism expects nothing more from its members than that they are workers and respect its structure. | „ |

I Sverige saknar i stort termen "anarkosyndikalism" någon särskild betydelse, då redan begreppet "syndikalism" uttrycker dess särskiljande från de reformistiska fackföreningarna. Internationella Arbetareassociationens ursprungliga mål och principer (som utarbetades i Berlin 1922) använde heller inte begreppet anarkosyndikalism, utan "revolutionär" syndikalism, vilket dock strax efteråt kom att ställas i kontrast till den strategiska tanken om "evolutionär syndikalism". Användningen av termen "anarkosyndikalism" har sedermera på sina håll skett som en markering mot idén om syndikalismen som ett i sig självt heltäckande ideologibygge, utan behov av anarkismen som komplement, men utan några egentliga praktiska konsekvenser.

## Fackföreningar och andra organisationer
- International Workers Association (IWA-AIT) USA
- Associação Internacional dos Trabalhadores - Secção Portuguesa (AIT-SP) Portugal
- Anarho-sindikalisticka inicijativa (ASI-MUR) Serbien
- Confederación Nacional del Trabajo (CNT-AIT) Spanien
- Confédération Nationale du Travail (CNT-AIT & CNT-F) Frankrike
- Direct! Schweiz
- Federace Sociálních Anarchistù (FSA-MAP) Tjeckien
- Federação Operária do Río Grande do Sul - Confederação Operária Brasileira (FORGS-COB-AIT) Brasilien
- Federación Obrera Regional Argentina (FORA-AIT) Argentina
- Freie Arbeiterinnen- und Arbeiter-Union (FAU) Tyskland
- Konfederatsiya Revolyutsionnikh Anarkho-Sindikalistov (KRAS-IWA) Ryssland
- Mreža anarho-sindikalista/kinja (MASA) Kroatien
- Norsk Syndikalistisk Forbund (NSF-IAA) Norge
- Priama Akcia (PA-IWA) Slovakien
- Solidarity Federation (SF-IWA) Storbritannien
- Unione Sindacale Italiana (USI) Italien
- Workers Solidarity Alliance USA
- FESAL (European Federation of Alternative Syndicalism)
- Confederación General del Trabajo de España (CGT) Spanien
- Ελευθεριακή Συνδικαλιστική Ένωση (ESE) Grekland
- Freie ArbeiterInnen Union Schweiz (FAUCH) Schweiz
- Industrial Workers of the World (inte renodlat syndikalistiska, se ovan) USA
- Siberian Confederation of Labour (SKT) Sibirien
- Syndikalistiska ungdomsförbundet (SUF) Sverige
- Sveriges Arbetares Centralorganisation (SAC) Sverige
- Αντιεξουσιαστίκή Κίνηση (ΑΚ) Grekland
- Courant Syndicaliste Revolutionnaire (CSR) Frankrike
- Workers' Solidarity Federation (WSF) Sydafrika
- Awareness League (AL) Nigeria

## Framstående syndikalister

### Amerikanska syndikalister

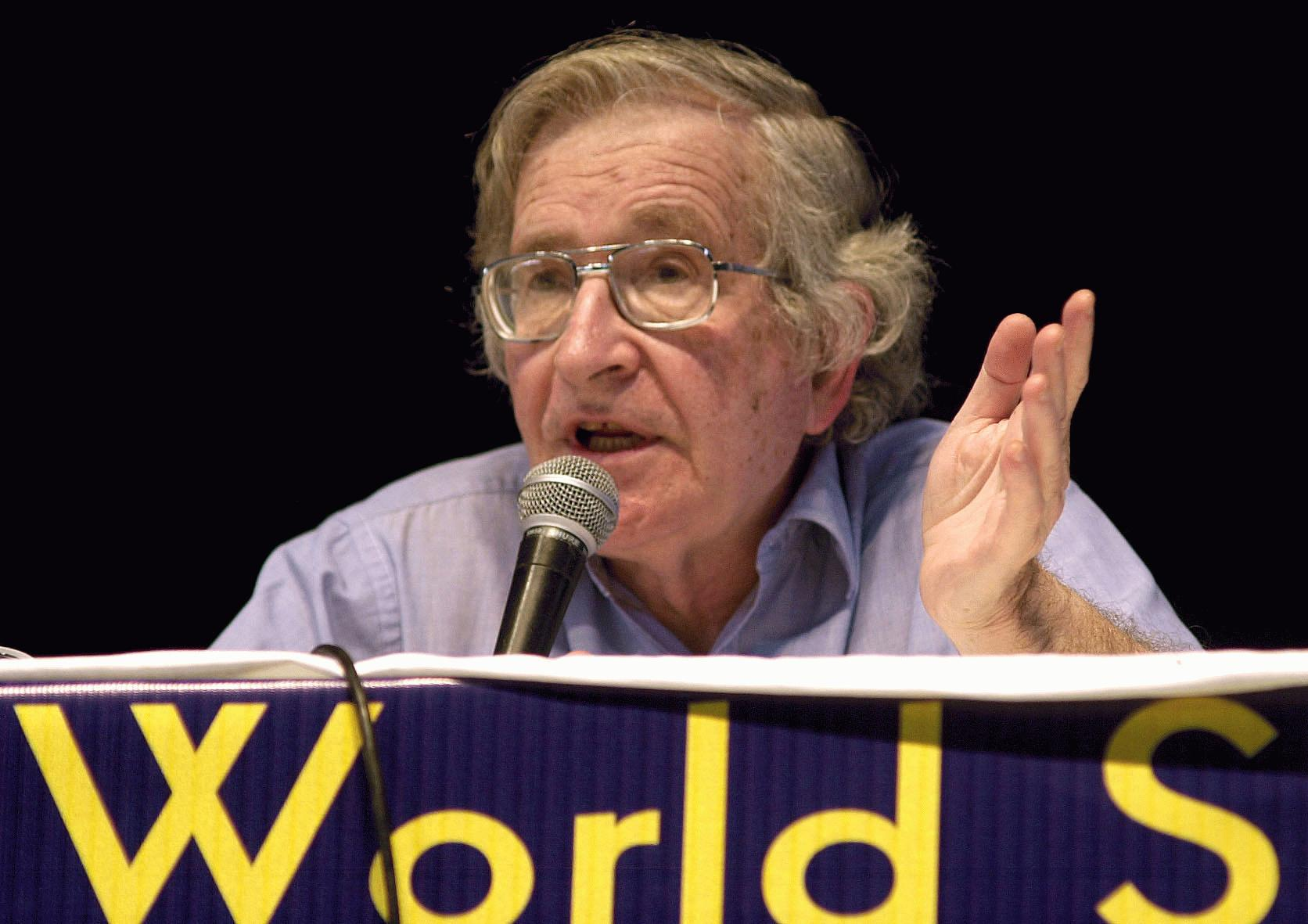
Noam Chomsky vid World Social Forum, 2003.

- Matthew Willis
- Albert Parsons
- Bill Haywood
- Daniel De Leon
- Ralph Chaplin
- Noam Chomsky
- Sam Dolgoff
- Helen Keller
- Kevin Carson
- Jeff Monson

### Engelska syndikalister
- Guy Bowman
- Tom Mann
- David Douglass

### Franska syndikalister
- Fernand Pelloutier ledare för den franska Bourse du Travail
- Emile Pouget viceledare för Confédération Générale du Travail
- Hubert Lagardelle författare
- Georges Sorel
- Albert Camus

### Italienska syndikalister
- Alceste De Ambris
- Michele Bianchi
- Enrico Leone
- Arturo Labriola
- Agostino Lanzillo
- Angelo Oliviero Olivetti
- Paolo Orano
- Sergio Panunzio

### Spanska syndikalister
- Pablo Iglesias
- Francisco Ascaso
- Buenaventura Durruti
- Ángel Pestaña

### Svenska syndikalister
- Se kategori Svenska syndikalister

### Tyska syndikalister
- Rudolf Rocker

### Walesiska syndikalister
- Noah Ablett, författare av syndikalist-flygbladet The Miners' Next Step.
- Will Hay
- Sam Mainwaring, myntare av begreppet anarkosyndikalist.